# Джек Макміллан (плавець)
Джек Макміллан (14 січня 2000) — ірландський плавець.
Учасник Олімпійських Ігор 2020 року. В естафеті 4x200 метрів вільним стилем його збірна посіла 14-те місце і не потрапила до фіналу.